# 出水市消防本部
出水市消防本部（いずみししょうぼうほんぶ）は、鹿児島県出水市の消防部局（消防本部）。出水市全域を管轄区域とする。

## 概要

### 所在地
- 消防本部・出水消防署 : 〒899-0201

鹿児島県出水市緑町50番2号
- 石坂分署 : 〒899-0404

鹿児島県出水市高尾野町下高尾野1710番地1

### 管内の概要
- 管内人口 : 53,611人
- 管内世帯数 : 25,033世帯
- 管内面積 : 329.98 km2

## 沿革
- 2006年（平成18年）
  - 3月12日 - 出水市、高尾野町、野田町が合併して出水市になるのに伴い出水地区消防組合が解散。
  - 3月13日 - 新出水市の誕生に伴い、出水市消防本部が設置。
- 2011年（平成23年）3月14日 - 3月11日に発生した東北地方太平洋沖地震（東日本大震災）の緊急消防援助隊としての出動要請に伴い、出水市消防本部の8人の消防隊員が現地に出動。
- 2015年（平成27年）4月5日 - 消防救急デジタル無線運用記念式を開催。

## 組織
- 消防長
  - 消防次長
    - 消防総務課
      - 庶務係
      - 通信指令係

    - 予防課
      - 予防係
      - 危険物係

    - 警防課
      - 警防係
      - 消防団係

    - 出水消防署
      - 甲部隊
        - 第1・第2小隊

      - 乙部隊
        - 第1・第2小隊

      - 庶務係
      - 予防係
      - 危険物係
      - 通信指令係
      - 警防係
      - 消防団係
      - 石坂分署
        - 庶務係
        - 警防係
        - 予防係
        - 危険物係
        - 消防団係
        - 甲部小隊
        - 乙部小隊

消防職員の実員は2018年（平成30年）4月1日現在、74人（消防本部11人、消防署44人、石坂分署19人）となっている。

## 装備車両
2024年11月現在。消防ポンプ自動車・水槽付ポンプ自動車については、愛称が制定されている。
- 消防ポンプ自動車 : 2台（矢筈[注釈 1]・紫尾[注釈 2]）
- 水槽付消防ポンプ自動車 : 1台（銀河[注釈 3]）
- はしご付消防自動車 : 1台[注釈 4]
- 救助工作車 : 1台[注釈 5]
- 高規格救急自動車 : 4台（うち予備1）[注釈 6]
- 指揮車 : 1台
- 広報車 : 1台[注釈 7]
- 連絡車 : 1台
- その他 : 2台